# Wie sagt man noch?

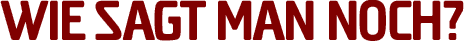
Logo del Wie Sagt Man Noch.

El proyecto Wie Sagt Man Noch es un diccionario en línea de sinónimos y multilíngüe fundado en el 2004 por Andreas Zirkelbach. Los sinónimos y las traducciones en muchos idiomas son los contenidos principales del proyecto web. En el 2016 había más de 200 diccionarios de traducción, la lengua de partida es alemán e inglés respectivamente. Publicado en revistas y Oficina Federal de Migración y Refugiados.

## Historia
En el 2004 empezó el portal web wie-sagt-man-noch.de con una pequeña base de datos de sinónimos en alemán, que ha crecido hasta los 350.000 sinónimos actuales. En los siguientes años se elaboraron más bases de datos de sinónimos en los siguientes idiomas: inglés, italiano, francés, español y portugués. En el 2009 se ampliaron los contenidos con diccionarios de traducción en los siguientes idiomas: inglés, italiano, español, portugués, holandés, polaco y ruso. En el 2016 hay actualmente 202 diccionarios activos en línea. La base de la estructura de datos era la participación de los miembros y visitantes del sitio web.